# Hippodrome des Courbiers
L'Hippodrome des Courbiers se situe à Nîmes dans le département du Gard en région Occitanie.

## Historique
C'est un hippodrome inauguré en 1909, en remplacement de celui de Vauvert. Il est administré par la Société sportive des courses du Gard.
L'hippodrome fait l’objet d’une seconde inauguration officielle le 24 octobre 1976 à la suite d’un vaste projet de modernisation portée par la Société des Courses du Gard. En raison de conditions météorologiques défavorables et d'orages violents, les organisateurs ouvrent les accès au public sans réel contrôle. Les infrastructures sont gravement affectées : les pistes deviennent impraticables, les parkings boueux et plusieurs véhicules sont embourbés. Des travaux de remise en état sont ainsi entrepris peu après pour stabiliser le sol et rénover les pistes. Le coût de ces aménagements est estimé à 1 300 000 francs.
À l’issue de ces travaux, la Société des Courses du Gard, qui avait mobilisé une grande partie de ses ressources pour l’acquisition du foncier, se retrouve dans une situation financière difficile. Pour assurer la pérennité du site, elle engage des discussions avec le Nîmes Olympique afin de mutualiser certains équipements. Toutefois, les négociations échouent et ne permettent pas de trouver un accord.
Sous l’impulsion de son maire de Nîmes Émile Jourdan, la municipalité décide de reprendre le projet. Un accord est alors conclu pour que la commune devienne propriétaire du foncier et des infrastructures tout en reprenant à sa charge le prêt contracté pour l’acquisition du terrain à un taux bonifié de 4,5 % soutenu par la Fédération nationale des sociétés de courses. De plus, elle concède l’usage de l’ensemble des installations hippiques à la Société des Courses pour une durée de 30 ans renouvelables en moyennant un loyer symbolique d’un franc. Enfin, elle s’engage à couvrir les éventuels déficits d’exploitation de la Société.
Ce partenariat permet d’intégrer durablement l’hippodrome dans le patrimoine communal et de diversifier ses usages. De plus, l'accord permet à la municipalité de développer une politique de valorisation du site à vocation sportive et sociale. Plusieurs projets sont mis en œuvre : une parcelle située au sud-est est attribuée au comité d’entreprise de l’EDF pour la création de courts de tennis et d’aires de jeux, des terrains de football sont aménagés à l’intérieur de l’anneau de course et les vestiaires sont étendus pour permettre un usage partagé entre les équipes de football et les jockeys.
Le site devient ainsi un équipement polyvalent. Des activités sportives cohabitent avec les usages hippiques et l’hippodrome est finalement utilisé quotidiennement pour les entraînements du Nîmes Olympique de 1981 à 2007. L’hippodrome comprend également un centre d’entraînement hippique fonctionnant toute l’année.

## Courses
Ouvert au trot, plat et Steeple-chase, une dizaine de courses sont organisées par an, au printemps, et à l'automne.

## Caractéristiques
Une piste en herbe de 1 600 m, aux courses d'obstacles avec une piste de en herbe de 1 400 m et au trot avec une piste en herbe de 1 200 m, avec corde à droite. Les boxes et stalles sont au nombre de 40.